# گلدن (کلرادو)
گلدن (به انگلیسی: Golden) شهری در ایالت کلرادو کشور ایالات متحده آمریکا است که جمعیت آن در سرشماری سال ۲۰۱۰ میلادی، ۱۸٬۸۶۷ نفر بوده‌است.